# 위성공신
위성공신(衛聖功臣)은 1613년(광해군 5년), 당시 군주였던 광해군이 즉위하기 전, 임진왜란 때 세자이던 광해군을 이천, 전주로 호종하고 광해군 분조(分朝)의 항일 활동을 보좌하는 데 공을 세운 80명의 공신들을 3등급으로 나누어 책록한 공신이다. 그해 8월 27일에 녹훈되었다.
그러나 이들 중 환관, 액정관, 서리 등도 다수 포함되었고 이미 사망한 공신들도 많아 그 자손들이 공신직을 물려받기도 했다. 각 등급에 따라 은이나 말, 토지, 노비를 하사했으나 1623년 인조반정으로 위성원종공신과 같이 삭제되었다.

## 공신 목록
- 1등 : 최흥원, 윤두수, 정탁, 이항복, 이기, 윤자신, 심충겸, 이온, 이경검, 류자신
- 2등 : 이헌국, 유희림, 임발영, 이수곤, 강경, 이각, 유홍, 한준, 이예운, 이성윤, 이언, 조공근, 정창연, 류희분, 황신, 김권
- 3등 : 이순인, 유정립, 이원, 이성윤, 이효충, 허잠, 유조인, 강선, 김신원, 이응인, 유대건, 최산립, 유희담, 유대건, 장향, 민사권, 박종남, 유몽인, 박진, 오백령, 조응록, 임예신, 조국필, 한수겸, 김탁, 이상의, 정희립, 장류, 신숙, 이공기, 앙자검, 최윤영, 정대길, 박몽주, 박태림, 김언해, 이응화, 윤명은, 이언경, 김한걸, 정예남, 한응록, 김허룡, 김원남, 김유향, 김응룡, 김충남, 허기, 허임, 신응록, 조홍립, 한천두

## 같이 보기
- 임진왜란
- 호성공신
- 조선의 공신
- 광해군
- 한천두 위성공신 교서 및 공신초상